# Marabout (editură)
Marabout este o editură belgiană de limba franceză, fondată inițial la Verviers și integrată ulterior în grupul Hachette.

## Istoric
Compania editorială a fost fondată la Verviers de tipograful André Gérard, care a fost impresionat, la sfârșitul războiului, de cărțile editurii anglo-saxone „Penguin Books” și care publicase deja cărți de buzunar în colecția „Le livre plastic”. Numele „Marabout” este totemul fondatorului. André Gérard s-a asociat cu Jean-Jacques Schellens, fostul responsabil al publicațiilor tipărite de Federația Asociațiilor de Cercetași Catolici din Belgia.
Această colecție a obținut foarte repede succes prin publicarea de cărți ieftine în format de buzunar, cu coperți cartonate, necusute (cu excepția primei ediții Marabout Junior, care au fost mai întâi cusute și mai târziu lipite). Ea a dovedit un mare dinamism în inventarea mai multor formule editoriale noi, experimentate în colecții specifice, cum ar fi seria „Marabout Junior”, propulsară de o serie dedicată aventurilor lui Bob Morane.
Mai multe mii de titluri au apărut în diferite colecții și subcolecții, precum cele de mai jos: Marabout Roman, Marabout Service, Marabout Junior, Marabout Mademoiselle, Marabout Université, Marabout Scope, Marabout Fantastique, Marabout Science-Fiction, Marabout Flash... Au apărut și alte colecții: o serie de antologii poetice, adesea bilingve, sau o serie de povești fantastice. Aceste colecții au avut un mare succes comercial (cum ar fi Les Grandes Victoires de la psychologie sau Le Livre d'or de la poésie française.
Diverse dificultăți au determinat editura să accepte o integrare în două etape în grupul Hachette, în timp ce și-a transferat sediul la Alleur: 50% din capital a trecut în proprietatea grupului editorial francez în 1976 și absorbția a fost finalizată în 1983. În cursul acestor etape de absorbție, numărul titlurilor publicate a scăzut, iar gama de publicații s-a restrâns la cărțile de specialitate (în special de informatică).

## Marabout Université
Editura Marabout a creat, de asemenea, în anii 1960 colecția „Marabout Université”, care, în ciuda titlului său, era destinată oricărei persoane care dorea să se instruiască într-un anumit domeniu. A publicat, printre altele, în 1963 seria „Histoire universelle”. Această serie prezintă, în 12 volume, marile cuceriri politice și istorice ale umanității. În plus, așa cum indică editura, Histoire universelle oferă o „amplă panoramă a civilizațiilor din întreaga lume”, accesibilă tuturor, „un instrument de lucru de neînlocuit”.

## Marabout Fantastique
Marabout Fantastique este o colecție de povestiri fantastice coordonată de Jean-Baptiste Baronian din 1969 până în 1977.
Această colecție a permis popularizarea autorilor belgieni Jean Ray, Thomas Owen și Gérard Prévot. Catalogul conține majoritatea scrierilor marilor clasici francezi și străini ai literaturii fantastice.

## Albume Marabout
Albumele conțin numeroase ilustrații.
- 01 : Les Voyages d'Edgar
- 02 : Les Chevaliers de la Table Ronde
- 03 : Ben-Hur de Lewis Wallace ilustrat de René Follet
- 04 : Le Prince et le pauvre de Mark Twain

## Legături externe
- Site web oficial
- Le site de l'ancienne collection Marabout Flash (1959-1984)
- Le site d'un particulier
- http://www.annees-marabout.com Forum consacré aux anciennes éditions Marabout, livres et produits dérivés. Une base de données interactive est en cours de construction, http://illustrations.annees-marabout.com/books.html%5Bnefuncțională%5D, base qui recense à ce jour près de 2400 ouvrages.
- Les 40 ans de Marabout : http://archives.lesoir.be/les-annees-marabout-une-exposition-pour-quarante-ans-d-_t-19900213-Z02D1Z.html